# Grylliscus gussakowski
Grylliscus gussakowski är en insektsart som beskrevs av Yu S. Tarbinsky 1930. Grylliscus gussakowski ingår i släktet Grylliscus och familjen syrsor. Inga underarter finns listade i Catalogue of Life.